# Museo de la Memoria (Montevideo)
El Museo de la Memoria, también conocido por su acrónimo MUME, es un museo dedicado a la recuperación de la memoria sobre el terrorismo de Estado y la lucha contra la dictadura uruguaya del periodo comprendido entre 1973 y 1985.
Abrió sus puertas al público el 10 de diciembre de 2007. Fue declarado Sitio de Memoria Histórica del pasado reciente el 19 de febrero de 2020.
Se encuentra ubicado en la ciudad de Montevideo, en el barrio Paso de las Duranas,  sobre el borde del Prado y en la Avenida de las Instrucciones 1057, casi bulevar José Batlle y Ordóñez, y próximo a la Avenida Millán.

## Edificio

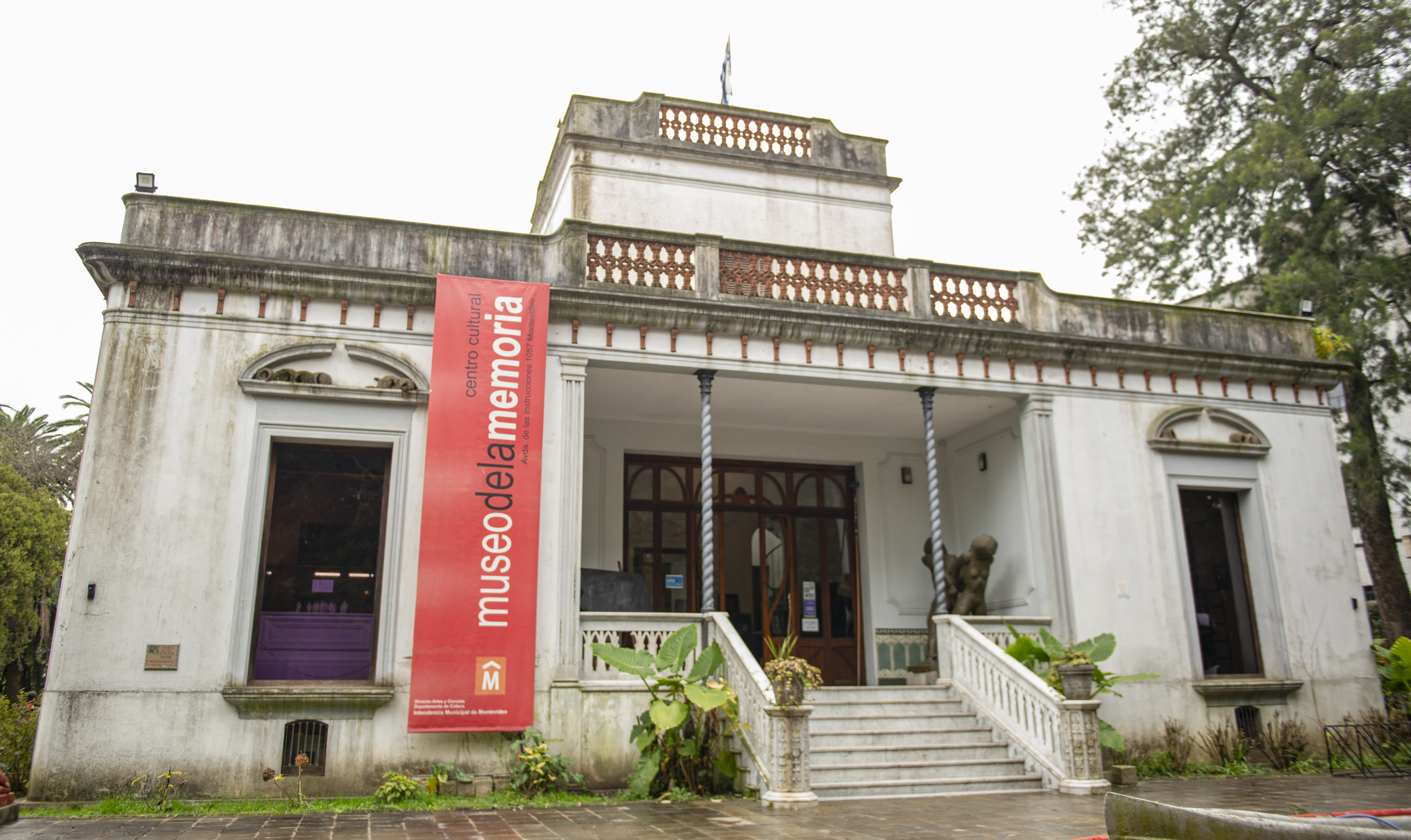
Fachada de la Quinta de Santos

El edificio es la histórica  residencia de descanso de Máximo Santos, presidente de Uruguay (1882-1886 y 1886-1886) en el periodo denominado como militarismo del siglo XIX. La propiedad cuenta con un diseño paisajista destacado respecto a otras residencias montevideanas de la época, en particular de la zona del Prado. Actualmente, el predio conserva más de 80 especies vegetales exóticas y posee un invernáculo, grutas artificiales e incluso un zoológico privado.
Su construcción se remonta al 5 de enero de 1877, cuando Máximo Santos compró a Lino Herosa dicho predio por un valor de 4000 pesos, que era contiguo a la residencia del Gobernador Provisorio Lorenzo Latorre.
Santos era famoso por su estilo fastuoso, poco común en esa época. Alternaba su residencia entre el Palacio Santos, - actual edificio del Ministerio de Relaciones Exteriores- en plena ciudad de Montevideo y esta casa quinta, donde pasó sus días de descanso. Antes de la construcción de este inmueble existió una pequeña residencia, que Santos decidió destruir al adquirir el predio para crear un nuevo inmueble con elementos típicos del siglo XIX.

## Acervo

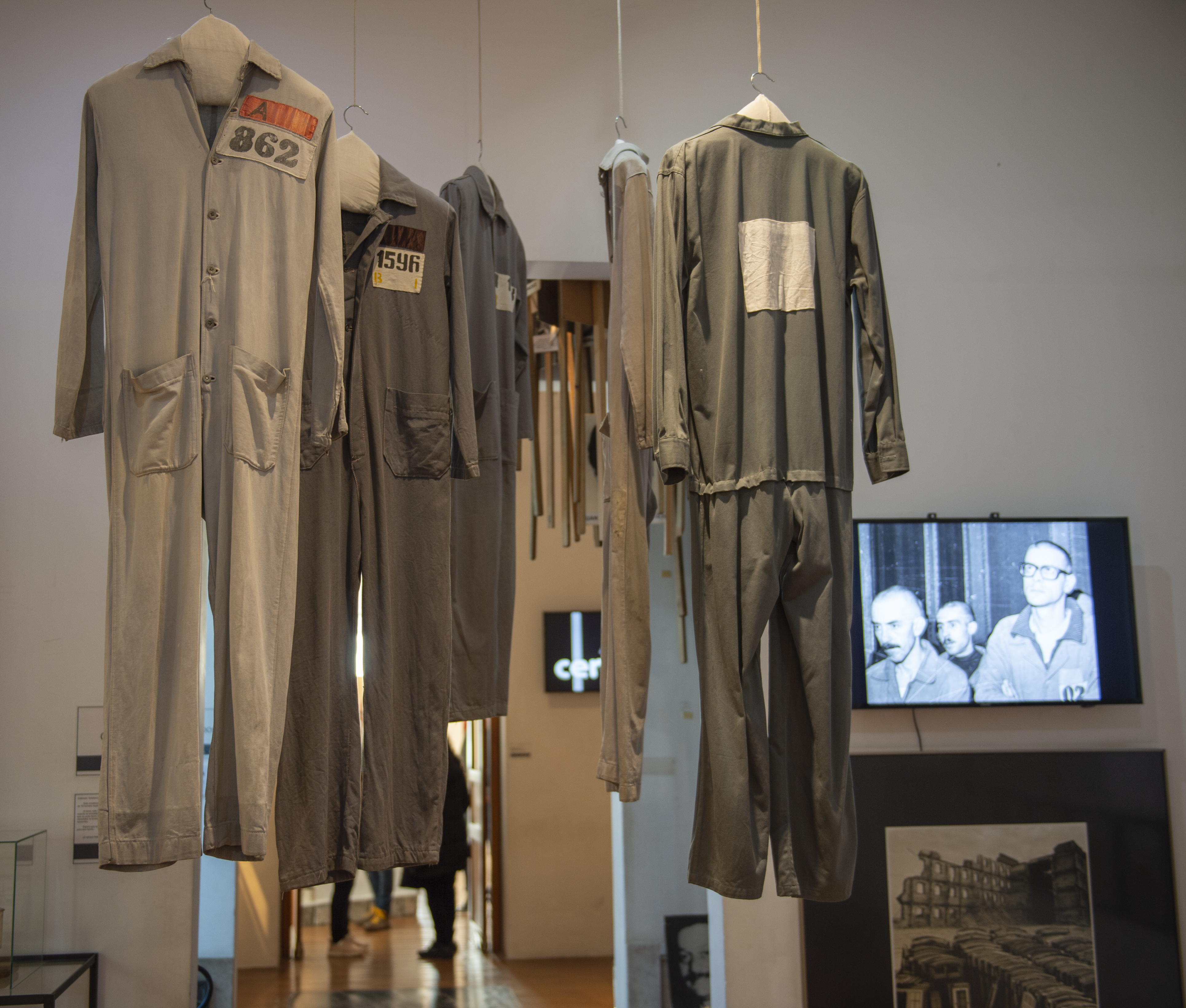
Acervo del MUME

El Museo cuenta con exposiciones permanentes, salas para exposiciones itinerantes, archivo oral y una plataforma virtual.
En sus exposiciones permanentes destacan las denominadas «Instauración de la Dictadura», «Resistencia Popular», «Las Cárceles», «Los Desaparecidos», «La Recuperación Democrática y la Lucha por Verdad y Justicia» y «El Exilio».

### Asesinatos y desaparición forzada
Esta colección contiene objetos personales de los asesinados o desaparecidos, pertenencias y documentos que fueron utilizados o creados por los mismos. Existe una amplia colección de recortes de prensa de la época alusivos al momento de la desaparición y a la lucha llevada a cabo por los familiares, ya en democracia, en reclamo de verdad y justicia. Figuran pegotines, afiches, boletines, folletos y grabaciones generadas con el fin de dar a conocer la situación de los desaparecidos.

### Instauración de la Dictadura
Contiene varios objetos de la Dictadura cívico-militar en Uruguay (1973-1985).

### Resistencia popular
La dictadura también repercutió en la vida privada de los individuos, ya que las reuniones familiares o sociales estuvieron bajo sospecha. En la colección del museo se exponen objetos que representan ese periodo de la historia nacional.

### Las Cárceles
En esta sección del museo se encuentran objetos que representan la vida cotidiana de los reclusos de esa época. Se puede observar cómo desarrollaron múltiples formas de resistencia que fueron clave para la continuidad de la vida y el mantenimiento de su integridad física y emocional.

### Recuperación Democrática
Aquí figuran objetos de los años de recuperación democrática tras la dictadura cívico-militar.

### El Exilio
Encontramos objetos y pertenencias de ciudadanos uruguayos que vivieron este momento desde el exilio.